# المنتدى الذري الأوروبي

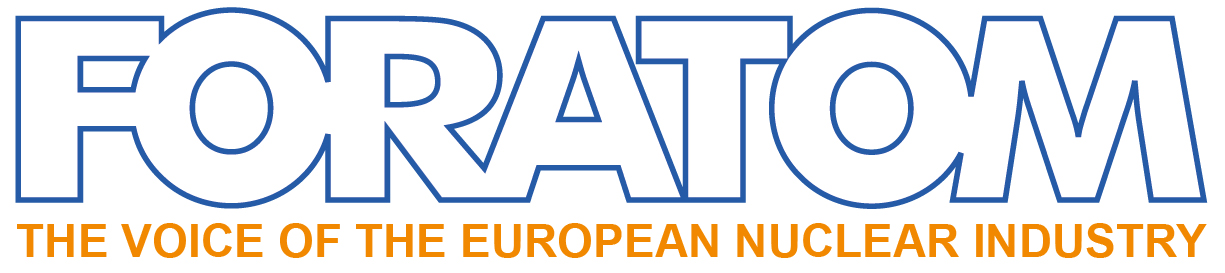
شعار المنتدى الذري الأوروبي

المنتدى الذري الأوروبي هي جمعية تجارية مقرها في بروكسل لصناعة الطاقة النووية في أوروبا.

## الغرض
الغرض الرئيسي من المنتدى هو تشجيع استخدام الطاقة النووية في أوروبا.
قدرت مصروفات المنتدى الذري الأوروبي في عام 2016 ما بين 300،000 يورو و 399،999 يورو على الضغط على مؤسسات الاتحاد الأوروبي.